# 三田川村
三田川村（みたがわむら）は埼玉県の西部、秩父郡に属していた村。

## 地理
- 河川：赤平川、岩殿沢

## 歴史
- 1889年（明治22年）4月1日 - 町村制施行により、三山村，飯田村，河原沢村が合併して秩父郡三田川村が成立する。
- 1949年（昭和24年）5月22日 - 目達原飛行場跡地の開拓地に昭和天皇が行幸（昭和天皇の戦後巡幸）[1]。
- 1956年（昭和31年）3月31日 - 小鹿野町、倉尾村と合併して小鹿野町を新設する。

## 関連文献
- 「河原澤村」『新編武蔵風土記稿』 巻ノ261秩父郡ノ14、内務省地理局、1884年6月。NDLJP:764014/42。
- 「三山村」『新編武蔵風土記稿』 巻ノ261秩父郡ノ14、内務省地理局、1884年6月。NDLJP:764014/43。
- 「上飯田村」『新編武蔵風土記稿』 巻ノ261秩父郡ノ15、内務省地理局、1884年6月。NDLJP:764014/56。
- 「中飯田村」『新編武蔵風土記稿』 巻ノ261秩父郡ノ15、内務省地理局、1884年6月。NDLJP:764014/56。
- 「下飯田村」『新編武蔵風土記稿』 巻ノ261秩父郡ノ15、内務省地理局、1884年6月。NDLJP:764014/57。